# Bloomingdale's

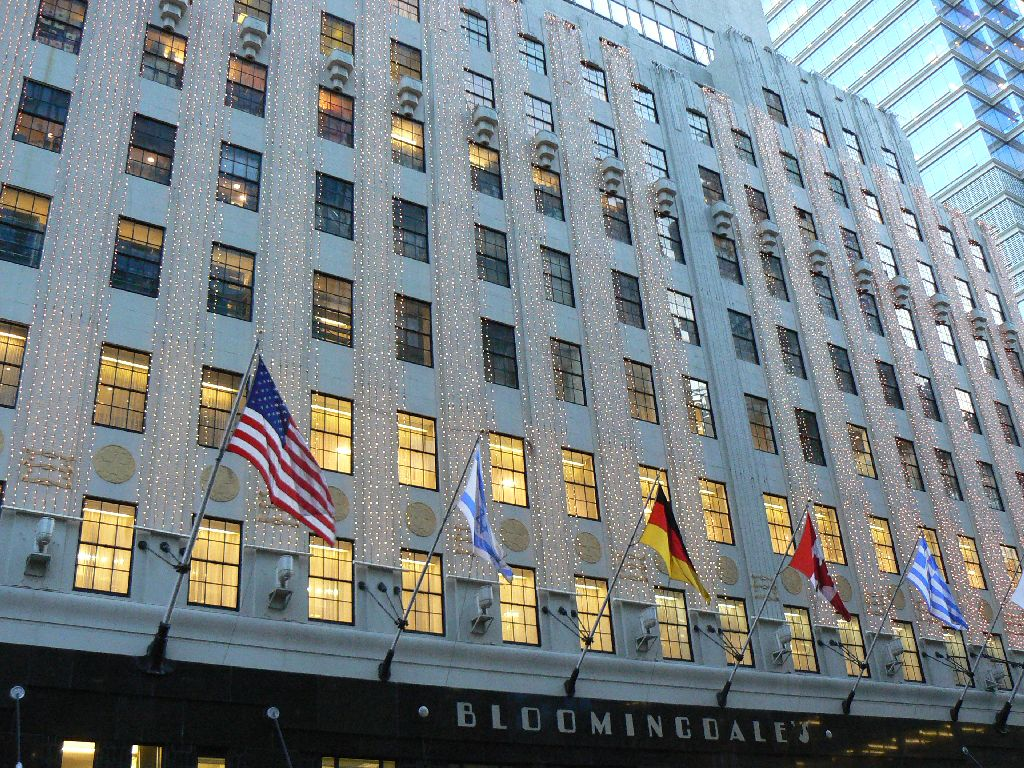
Bloomingdale's i New York

Bloomingdale's (eller Bloomie's) är en varuhuskedja i USA som ägs av det börsnoterade företaget Macy's, Inc. (tidigare Federated Department Stores) som också är moderbolag för varuhuskedjan Macy's.
Bröderna Joseph B. Bloomingdale och Lyman G. Bloomingdale påbörjade försäljning av damkläder 1861 och var då verksamma på Manhattans Lower East Side. 1872 öppnade bröderna en damklädesaffär på Third Avenue och 1886 flyttade butiken till korsningen av 59:e gatan och Lexington Avenue där den fortfarande finns. Butiken växte successivt under de följande decennierna och omfattade hela kvarteret på 1920-talet. Den första filialen öppnades 1949 i Queens och samma år blev Bloomingdale's en del av Federated Department Stores. Kedjan är också känd från serien Vänner, där huvudpersonen Rachel Green får ett jobb.